# Киви (растение)
Вижте пояснителната страница за други значения на Киви.
Кивито (Actinidia deliciosa) е вид покритосеменни растения от род Актинидия (Actinidia). Плодовете на някои негови култивари и хибриди се използват за храна. Те имат кафява, мека, мъхеста обвивка и тревистозелена, сочна и мека сърцевина. Около нея са разположени дребни черни семки. Плодовете му приличат по големина и форма на дребни картофи. Отглежда се главно в Китай и страните от далечния Изток. Аклиматизиран е в Европа, включително и в България. Обича топлия климат и в България се отглежда в районите по Черноморието и Пиринския край.
То представлява дървообразен висок храст – многогодишна лиана, достигаща до 20 m, с много едри (15 – 20 cm), красиви листа,
опадащи през есента. Актинидията е двудомно еднополово растение – има мъжки и женски растения, които се опрашват от пчелите и вятъра.
Цъфти през юни, плодовете узряват в края на октомври и са готови за ядене през декември. Те са цилиндрично закръглени, тежат от 50 до 100 g. Кивито е капризно и взискателно растение, чието отглеждане изисква редовно напояване и висока влажност на въздуха. Предпочита западно изложение. Лекото засенчване му действа добре. Изисква почва с лек механичен състав, без варовик. Когато е в покой, понася температури до -30 °C. Размножава се най-лесно и бързо чрез вкореняване на зелени и зрели резници.

## Хранителен състав
На 100 g киви се съдържат:
- 1 g белтъчини
- 11 g въглехидрати
- 2,6 g диетични фибри

Плодовете съдържат над 80% вода, 18% сухо вещество, в което 9 – 12% захари, 1% киселини, 1,6% белтъчини, над 300 mg витамин С. В състава му влизат също и витамин В1, витамин А, ензимът актиния или актинидин (който помага за смилане на месото), минерални соли на калия, фосфор, калций, хлор, сяра, магнезий, натрий, желязо и др.